# Silvestro Valier

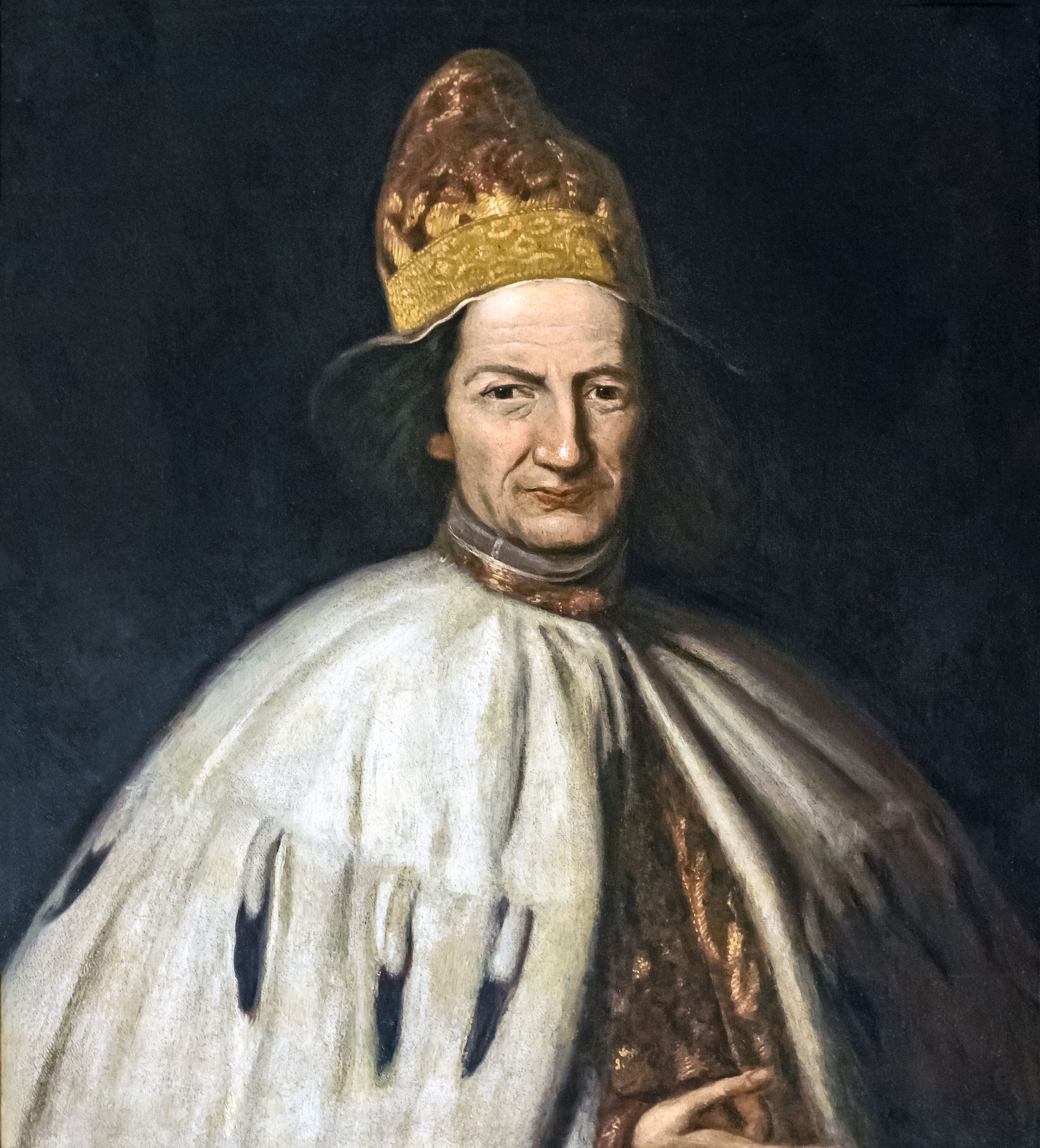
Nicolò Cassana (1659–1713): Porträt des Dogen Silvestro Valier von 1694, Pinacoteca Querini Stampalia, Venedig

Silvestro Valier (* 28. März 1630 in Venedig; † 7. Juli 1700 ebenda) war nach der Zählweise der staatlich gesteuerten Geschichtsschreibung der Republik Venedig ihr 109. Doge. Er regierte von 1694 bis zu seinem Tod.
Nach seinem Vorgänger Francesco Morosini, einem der letzten venezianischen Dogen, die als Kriegshelden verehrt wurden, folgte mit Silvestro Valier ein Doge, der die Feste, das Theater und die gesellschaftliche Repräsentation als Mittel der Familienpolitik, aber auch der Aufwertung der Republik nutzte.
Im elterlichen Haus unterrichtet, wurde Valier als Sohn eines Dogen schon mit 19 in das zweithöchste Amt der Republik gewählt, als er Prokurator von San Marco wurde. Er bewährte sich früh in Ämtern der Finanz- und Fiskalmagistraturen, aber auch der Kontrolle von Ländereien in staatlichem Besitz sowie der Aufsicht über den Warenfluss oder über die Universität Padua. Später wurde er im Bereich der Kirchen und der Häresiebekämpfung tätig, schließlich im militärischen Bereich.  Obwohl er nie in den engsten Machtzirkel um den amtierenden Dogen gelangte, wurde er schließlich einer der 41 Männer, die 1684 den neuen Dogen wählten. Zehn Jahre später wurde er selbst in dieses Amt gewählt. Gewandt im Umgang mit der Gesellschaft an den europäischen Höfen, erlangte er dort schon vor seiner Wahl erhebliches Ansehen, und auch während seiner Amtszeit empfing er prunkvoll, wie es in Venedig längst üblich war, den russischen Zaren.

## Familie
Silvestro war der Sohn des Dogen Bertuccio Valier der Jahre 1656 bis 1658, und der Benedetta Pisani. Über seine Jugend ist wenig bekannt, außer, dass er seine Ausbildung im elterlichen Hause erhielt. Am 8. Juli 1648 heiratete er Elisabetta Querini Stampalia, Tochter des Prokuratoren Polo. Dieser stammte aus einem angesehenen und vermögenden Haus bei Santa Maria Formosa. Seine Frau Bianca Ruzzini aus San Pantalon war zwei Jahre älter und brachte eine Mitgift von 45.000 Dukaten in die Ehe.
Das Paar hatte einen Sohn namens Bertuccio, der aber schon nach vier Monaten starb. Da er erbenlos war, nominierte Silvestro Valier als Erben Bertuccio Bembo di riva di Biasio. Allerdings hatte er die Bedingung ins Testament vom 20. Oktober 1696 geschrieben, das als Autograph überliefert ist, dass es sich um ein striktes Fideikommiss handeln sollte. Außerdem mussten die Erben den Namen Valier führend tragen und sie durften ihren Nachfolgern nur die Namen Bertuccio oder Silvestro geben. Ansonsten fanden sich darin zahlreiche Legate und Donationen für kirchliche und karitative Einrichtungen, vor allem solche, die sich um die Ärmsten kümmerten.

## Leben

### Prokurator von San Marco (1649), Ämterlaufbahn
Ohne jemals ein Amt bekleidet zu haben, wurde der junge, als charmant geschilderte Mann im Alter von nur 19 Jahren zum Procuratore di San Marco de supra gewählt. Allein diese Position, die höchste nach dem Dogen, brachte ihm eine Ausschüttung von 20.500 Dukaten ein.
Jahre vor dem sonst üblichen Eintrittsalter in die Ämterlaufbahn (mit 25) wurde er bereits 1649 zum Depositario al Banco giro gewählt, dann 1650 zum Provveditore sopra Feudi sowie in weitere Finanz- und Fiskalmagistraturen, in denen er mehrfach bestätigt wurde. Hinzu kamen Ämter der Territorialverwaltung, oder er wurde Provveditore ai beni inculti, dann Provveditore ai beni comunali, wie in den Jahren 1654 und 1655, dann wieder sopra Feudi (1662). 1656 und 1660 wurde er zum Savio alla Mercanzia, 1662 zum Riformatore allo studio di Padova. Diese Position zur Beaufsichtigung der Universität Padua bekleidete er allein fünf Mal zwischen 1668 und 1683.

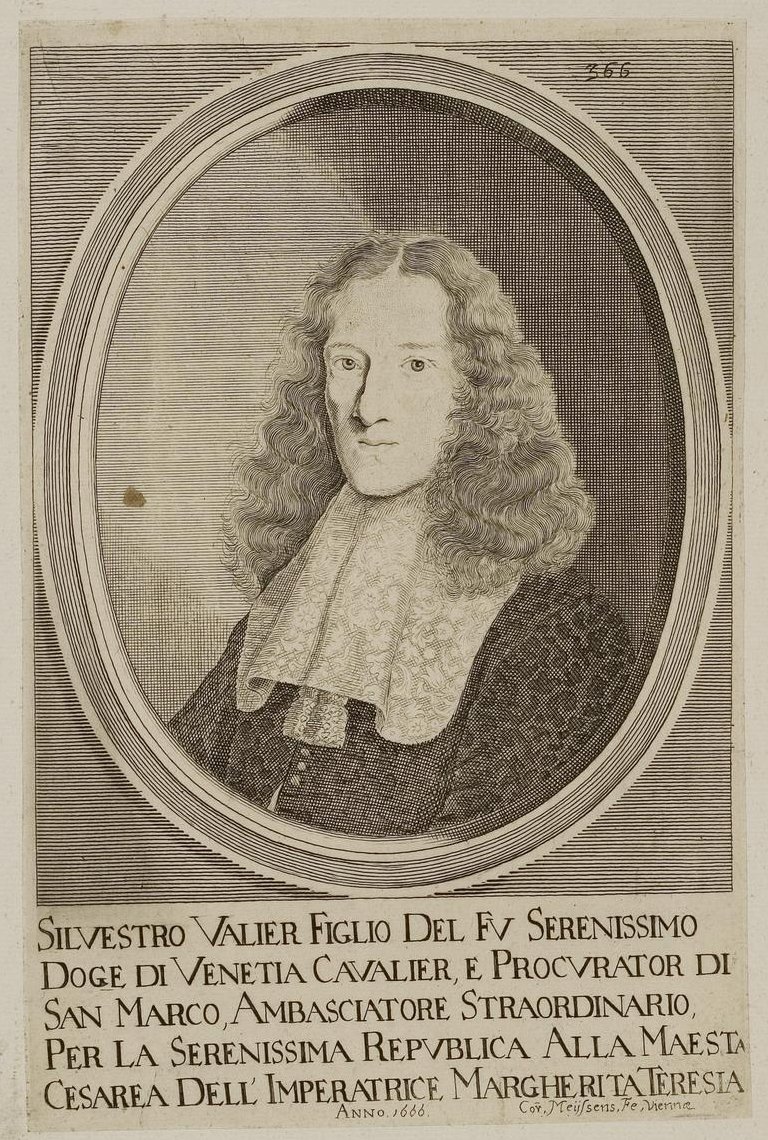
Darstellung Valiers als Sondergesandter am Hof Leopolds I. im Jahr 1666

1666 sollte er die Infantin Margarita Theresa von Spanien, Tochter König Philipps IV., auf der Reise zu Kaiser Leopold I. begleiten, den sie heiraten sollte. Die angenehme Durchreise durch venezianisches Gebiet, der hervorragende Eindruck, den er hinterließ, die Feste, die er organisierte, brachten Valier den Titel eines Cavaliere ein.
Seine Ämterlaufbahn wurde dadurch nur kurz unterbrochen. Ämter wie der Soprintendente alle Decime del clero (1680), der Savio all’Eresia (1678 und 1683), der Esecutore contro la Bestemmia (1668 und 1682) sowie des Provveditore sopra Monasteri (1668) brachten ihm reiche Erfahrungen im Bereich des Klerus, der Klöster und der Häresiebekämpfung ein. Als Sopraprovveditore alle Pompe (1684) sollte er eigentlich für die Begrenzung des Aufwands sorgen, den vor allem der Adel trieb.
Aber auch im militärischen Bereich war er tätig, so etwa als Provveditore alle Artiglierie (1669) und alla Milizia da mar (1677), dann alle Fortezze (1679) sowie als Inquisitore all’Arsenale (1680).
Auch sollte er an Sondergesandtschaften teilnehmen, wie zu Papst Clemens IX. (1669) und Clemens X. (1670), ebenso wie zu den Päpsten Innozenz XI. (1676), Alexander VIII. (1689) und Innozenz XII. in den Jahren 1676, 1689 und 1691. Doch stattdessen wurde er durch Alexander VIII. geehrt, der ihn zum Prokurator für die Verheiratung seiner Nichte Cornelia Zen Ottoboni mit dem Fürsten Urbano Barberini 1691 bestellte.
Lange Zeit war er zudem Deputato alla basilica della Salute, der Kirche Santa Maria della Salute also. Er gehörte niemals dem Collegio an, also der Versammlung der einflussreichsten Männer um den Dogen, vielleicht, so lauteten Gerüchte, um dem Vater auszuweichen. 1684 war er dennoch unter den 41 Elektoren die sich für Marcantonio Giustinian als neuen Dogen entschieden.

### Das Dogenamt (1694–1700)

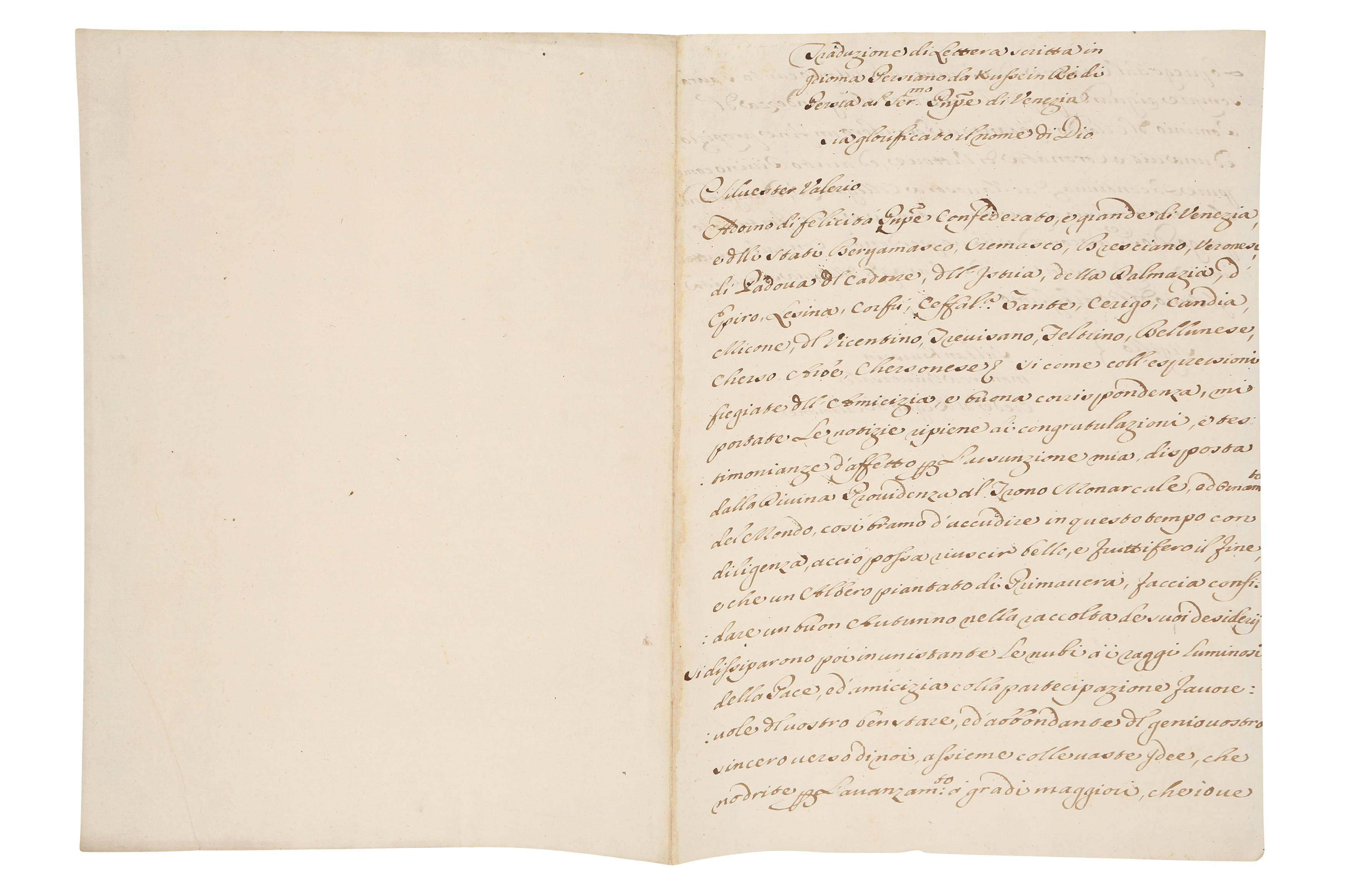
Italienische Übersetzung des Gratulationsschreibens, das 1694 Venedig erreichte. Absender war Sultan Hosein, seinerseits neuer Herrscher im Iran (1694–1726), zugleich der letzte der Safawiden

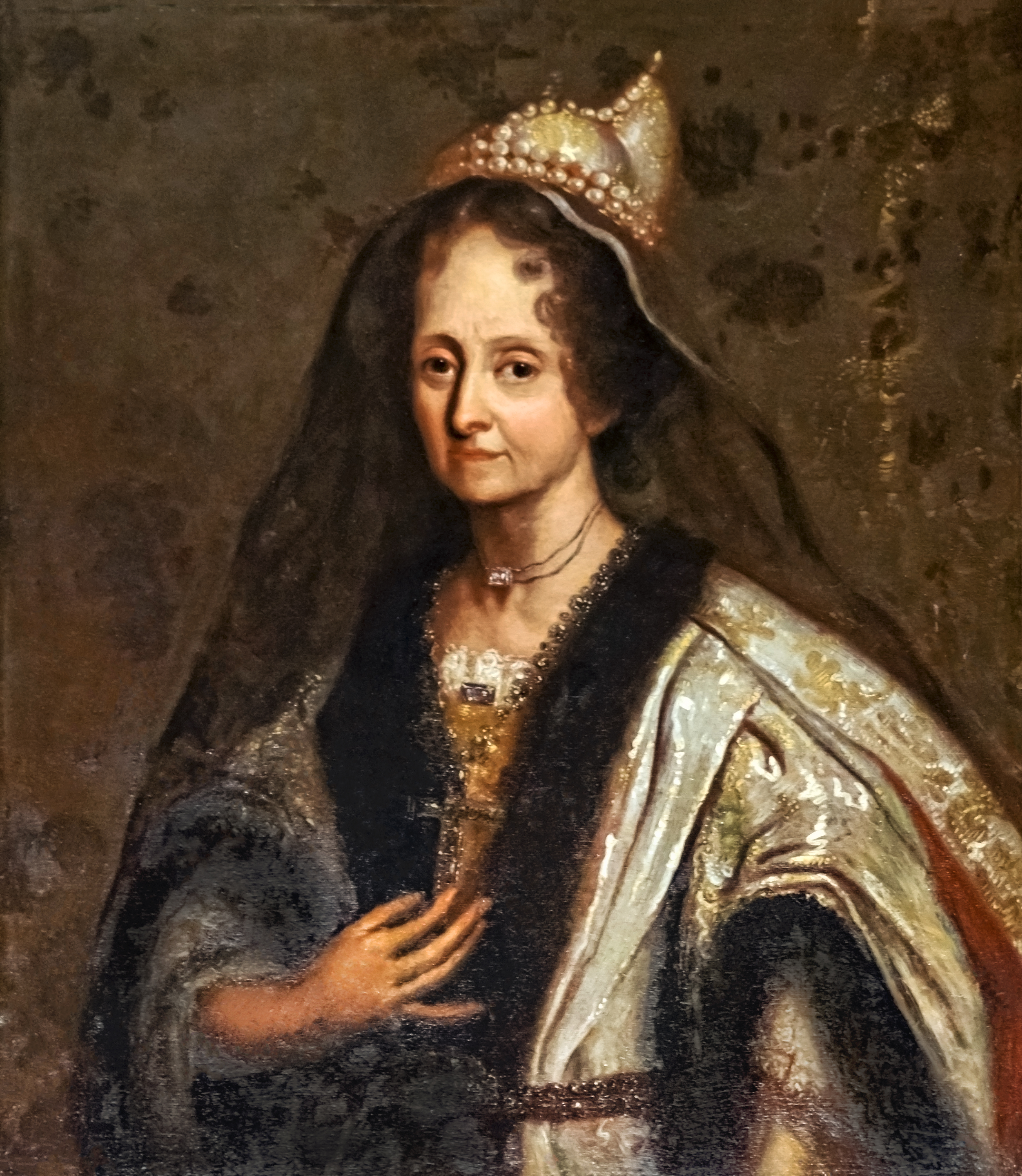
Nicolò Cassana: Elisabetta Querini, Porträt von 1694, Öl auf Leinwand, Pinacoteca Querini Stampalia

Silvestro Valier wurde am 25. Februar 1694 selbst zum Dogen gewählt. Von einem der Safawidenherrscher des Iran traf 1694 ein Gratulationsschreiben ein.
Valiers Krönung erfolgte am 27. Februar. Die entgegen einschlägiger Gesetze überaus pompöse Krönung seiner Ehefrau, der nunmehrigen Dogaressa Elisabetta Querini, erfolgte am 4. März. Die Feierlichkeiten, bei denen der Doge großzügig Silbermünzen verschenkte, dauerten mehrere Wochen. Sie stand ihrem Mann sehr nahe, mischte sich in die Politik ein, war wohltätig und galt als großzügig.
Das Amt des Generalkapitäns wurde Antonio Zeno übertragen, dessen Vorgehen zunächst erfolgreich war. Er eroberte die Insel Chios, versäumte es aber, den osmanischen Truppen nachzusetzen und sah die Insel bald wieder von ihnen belagert. Er wurde schließlich wegen Unfähigkeit abgesetzt und starb noch vor Eröffnung seines Prozesses. Allerdings gelang es der Republik, sich im Vertrag von Karlowitz im Jahr 1699 Teile der Morea und die Ionischen Inseln zu sichern, was wiederum entlang der Haupthandelsroute für eine Stabilisierung sorgte.
Aus Anlass eines Staatsbesuchs des russischen Zaren Peter im Jahre 1698 erhielt die Republik ein letztes Mal die Gelegenheit für die gewaltige Prachtentfaltung, für die sie berühmt war. Venedig schloss mit dem Zaren einen Vertrag über drei Jahre für die folgenden Kämpfe mit dem Osmanischen Reich.
Valier wurde am 7. Juli 1700 entsprechend seinem Wunsch in San Zanipolo begraben, ebenso wie seine Frau, die noch bis 1709 lebte.

## Grabmal
Das barocke Grabmal der Valier, das für die Dogen Bertuccio und Silvestro und dessen Frau Elisabetta Querini errichtet wurde, befindet sich im rechten Seitenschiff der Kirche San Zanipolo, der bevorzugten Grabeskirche der Dogen. Das Grabmal wird auf beiden Seiten von zwei kolossalen korinthischen Säulen aus schwarzem Marmor gerahmt. Sie stehen auf hohen Postamenten, die mit Hochreliefs mit allegorischen Figuren bestückt sind. Auf einem Sarkophag stehen die überlebensgroßen Statuen der beiden Dogen und der Dogaressa. Eine Schar von Putten hält die bewegten Tücher, mit denen das Grab reich dekoriert ist.
Architekten des Grabmals sind Paolo und Andrea Tirali, unter deren Leitung das Monument zwischen 1705 und 1708 errichtet wurde. Als Bildhauer war Giovanni Bonazza (fl. 1654–1736) beteiligt, Bildhauer der Statue der Dogaressa, dann Antonio Tarsia (1662–1739), von dem die beiden Dogenstatuen stammen. Hinzu kamen Pietro Baratta und andere, deren Namen nicht überliefert sind.
Das Valier-Grabmal ist das letzte der großen Dogengrabmäler Venedigs. Auch wurde der Verstorbene, wie seit dem Tridentinum zunehmend gefordert, am Ende in der Erde beigesetzt, nicht mehr dauerhaft oberirdisch, wie es lange üblich war. Die letzten Ausnahme war neben Silvestros Vater Bertuccio († 1656) dieses Grabmal Silvestro Valiers. Beide Dogen wurden zumindest provisorisch in einer Wand beigesetzt, um dann erst im Boden vor dem Grabmal beerdigt zu werden.

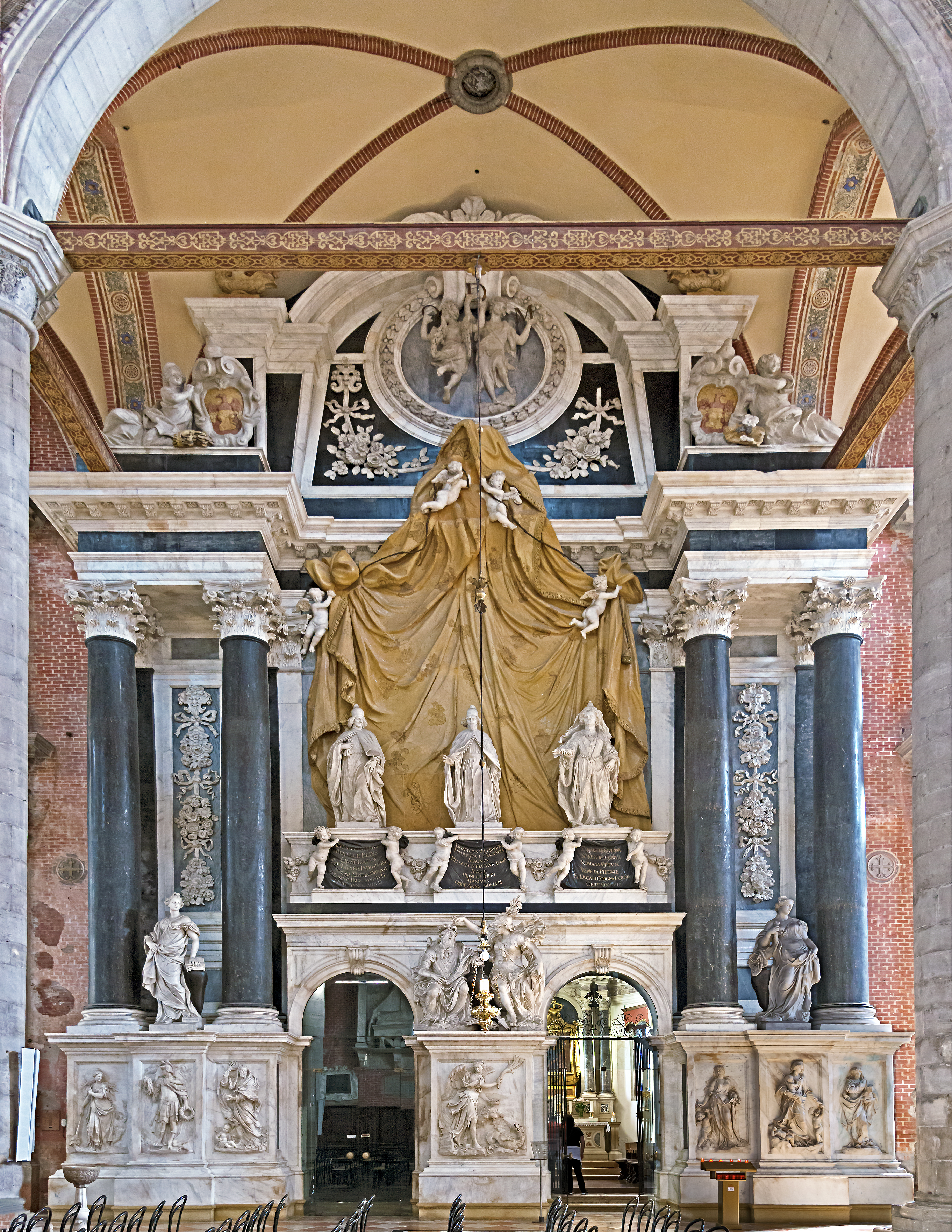
Monument der Familie Valier
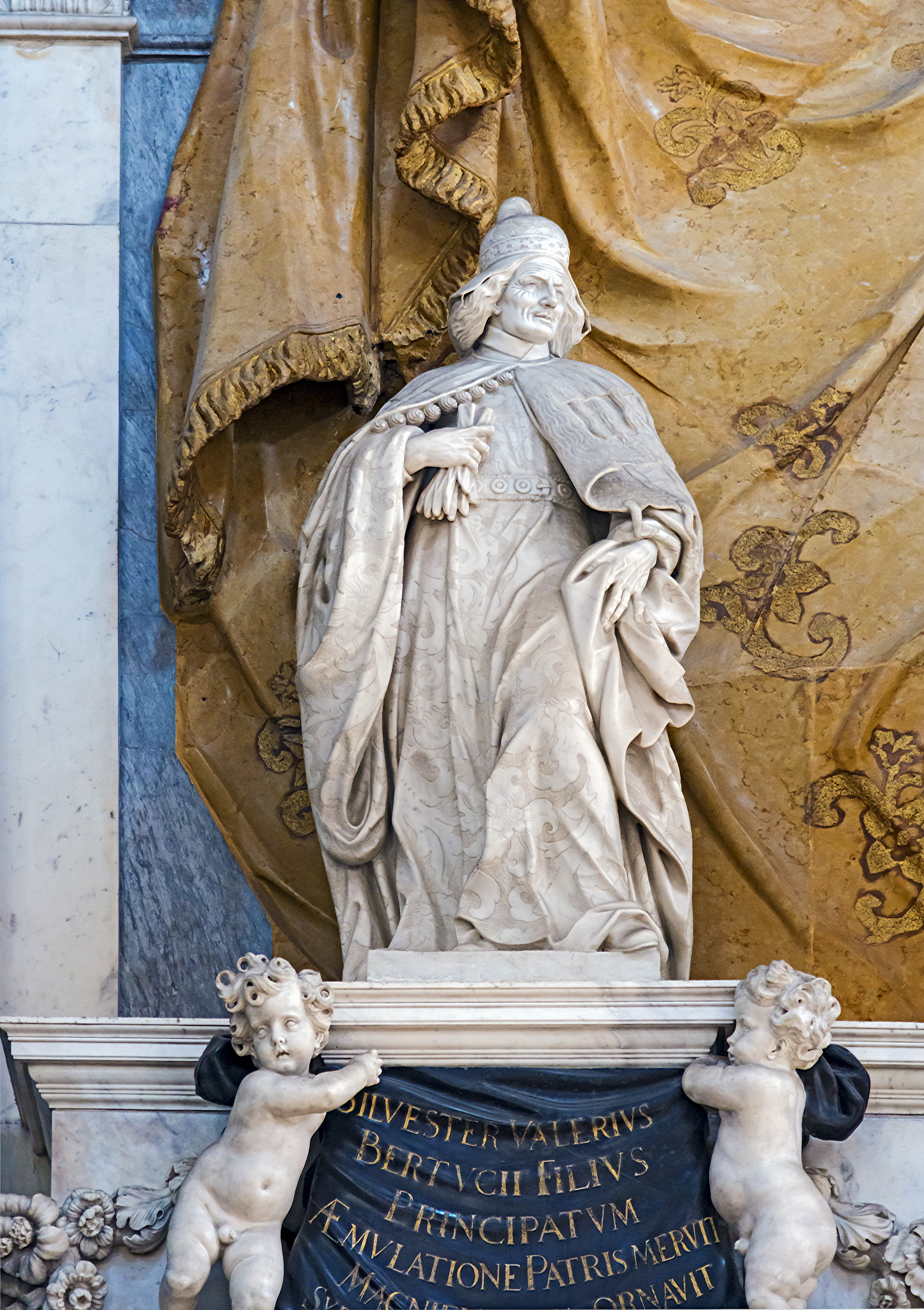
Statue des Dogen Silvestro Valier
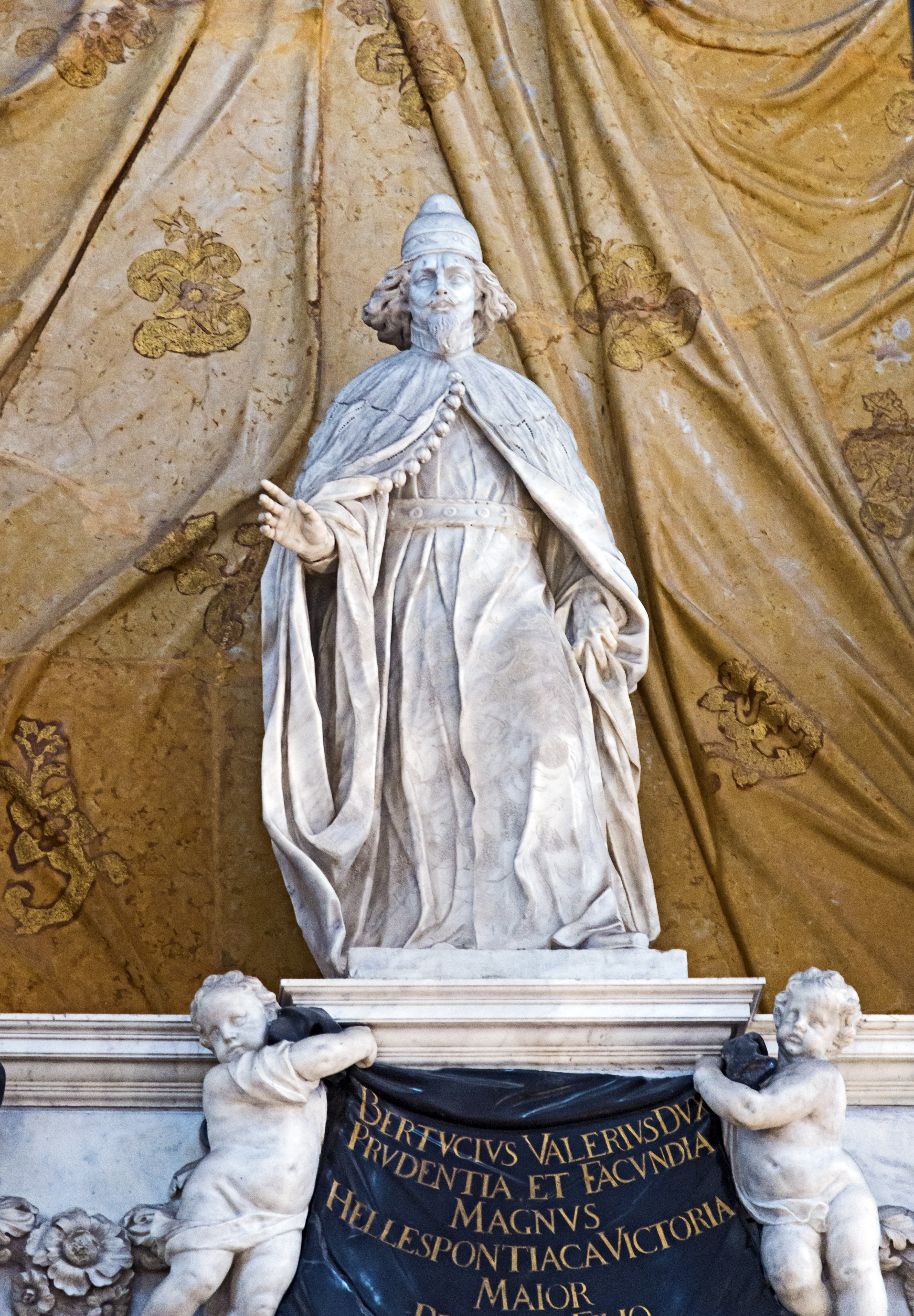
… und des Dogen Bertuccio Valier
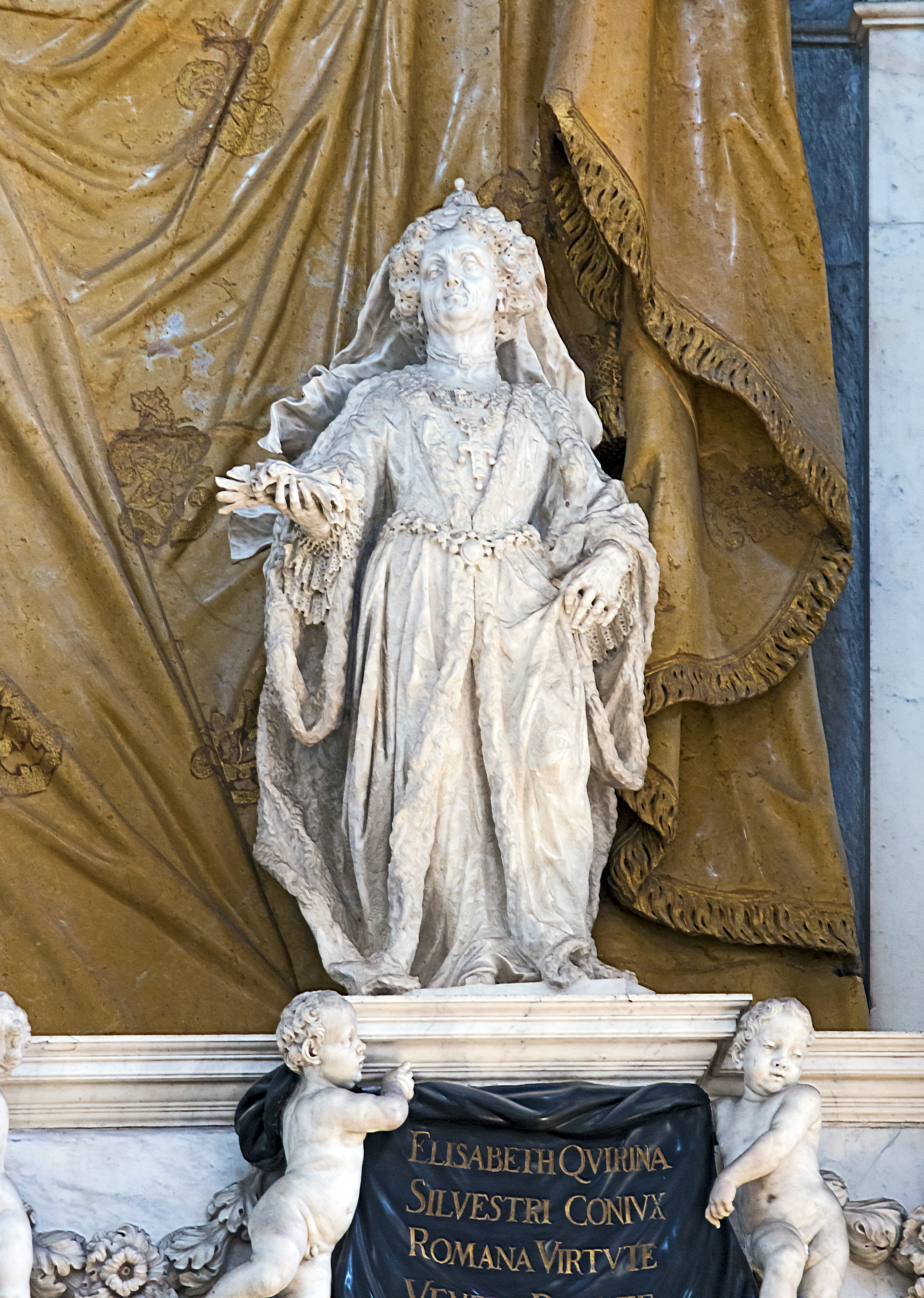
Statue der Dogaressa Elisabetta Querini

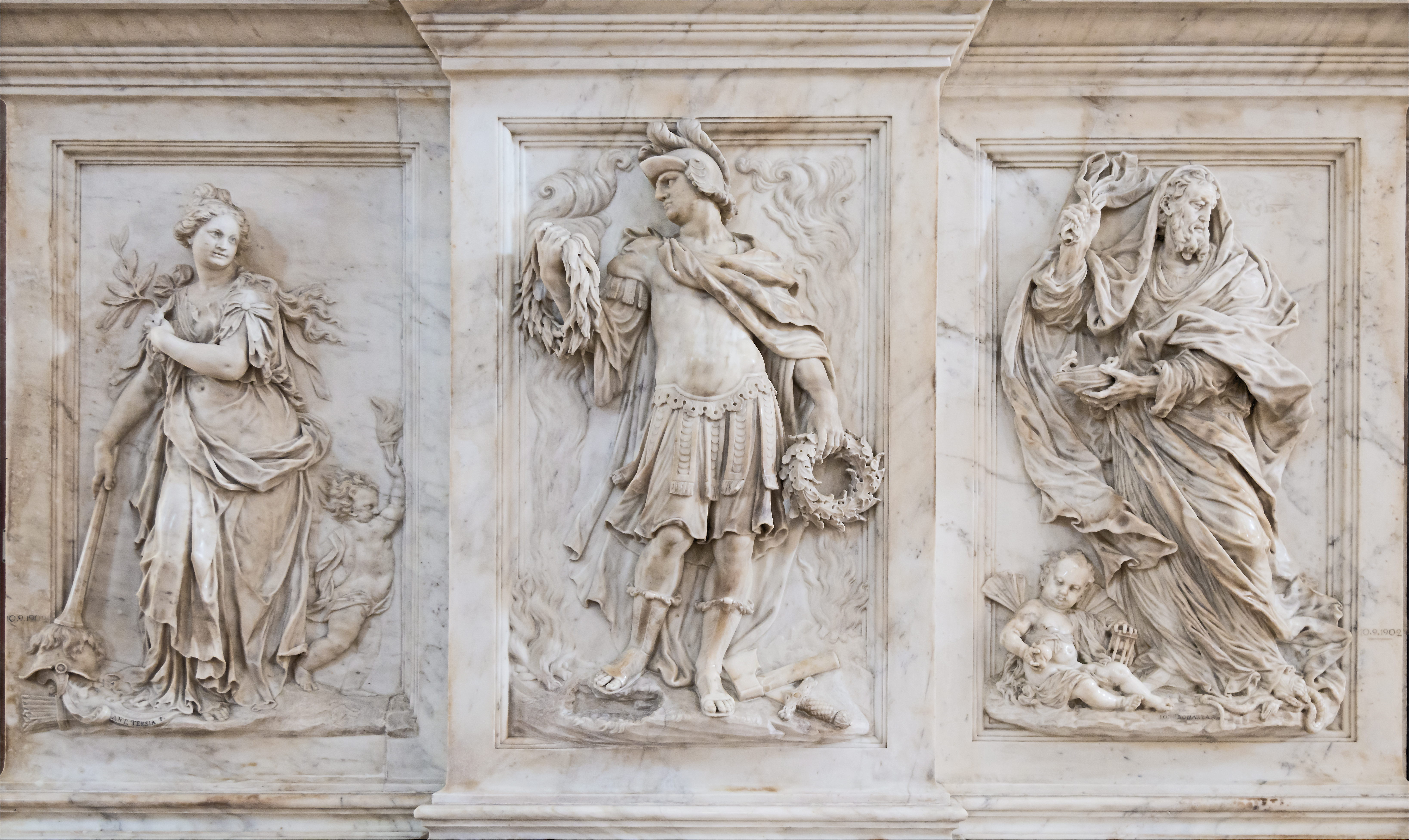
Basrelief zur Linken
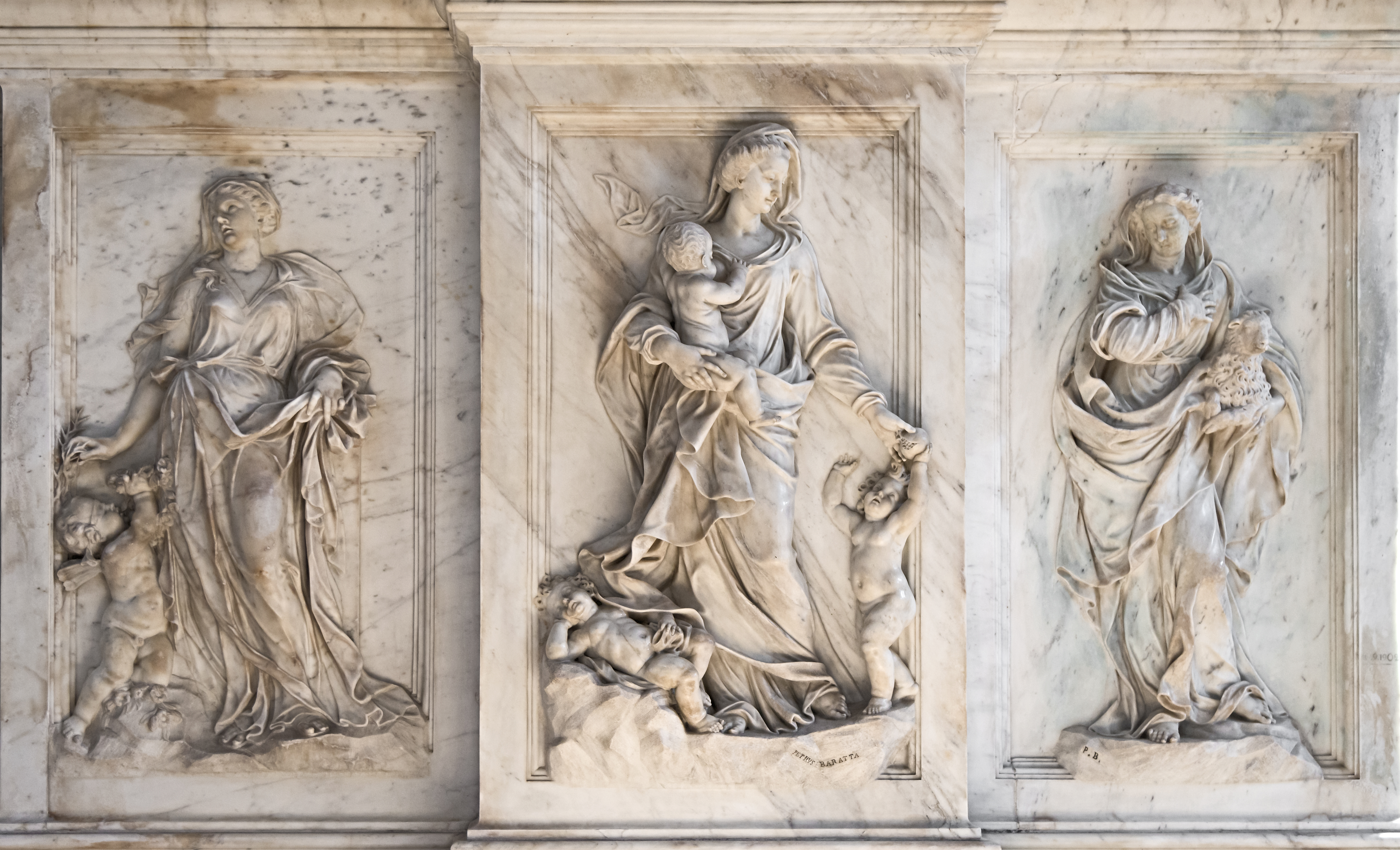
… und zur Rechten

## Literatur

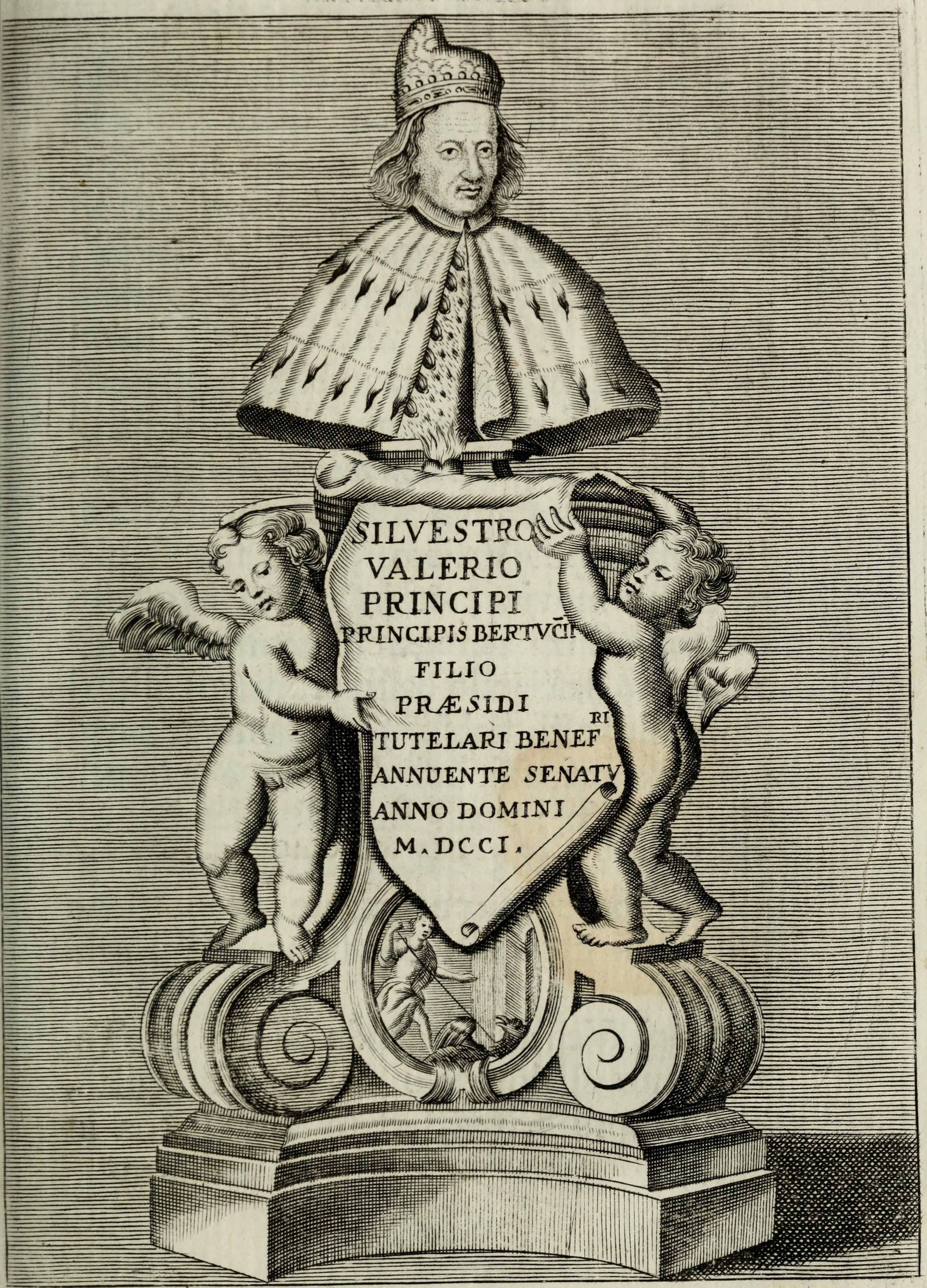
Silvestro Rovere: Vita del serenissimo Prencipe Silvestro Valiero, Doge di Venetia, Antonio Bortoli, Venedig 1704, [https://archive.org/details/vitadelserenissi00rove/page/151/mode/1up?view=theater S. 151 (Digitalisat)